# Silvanas

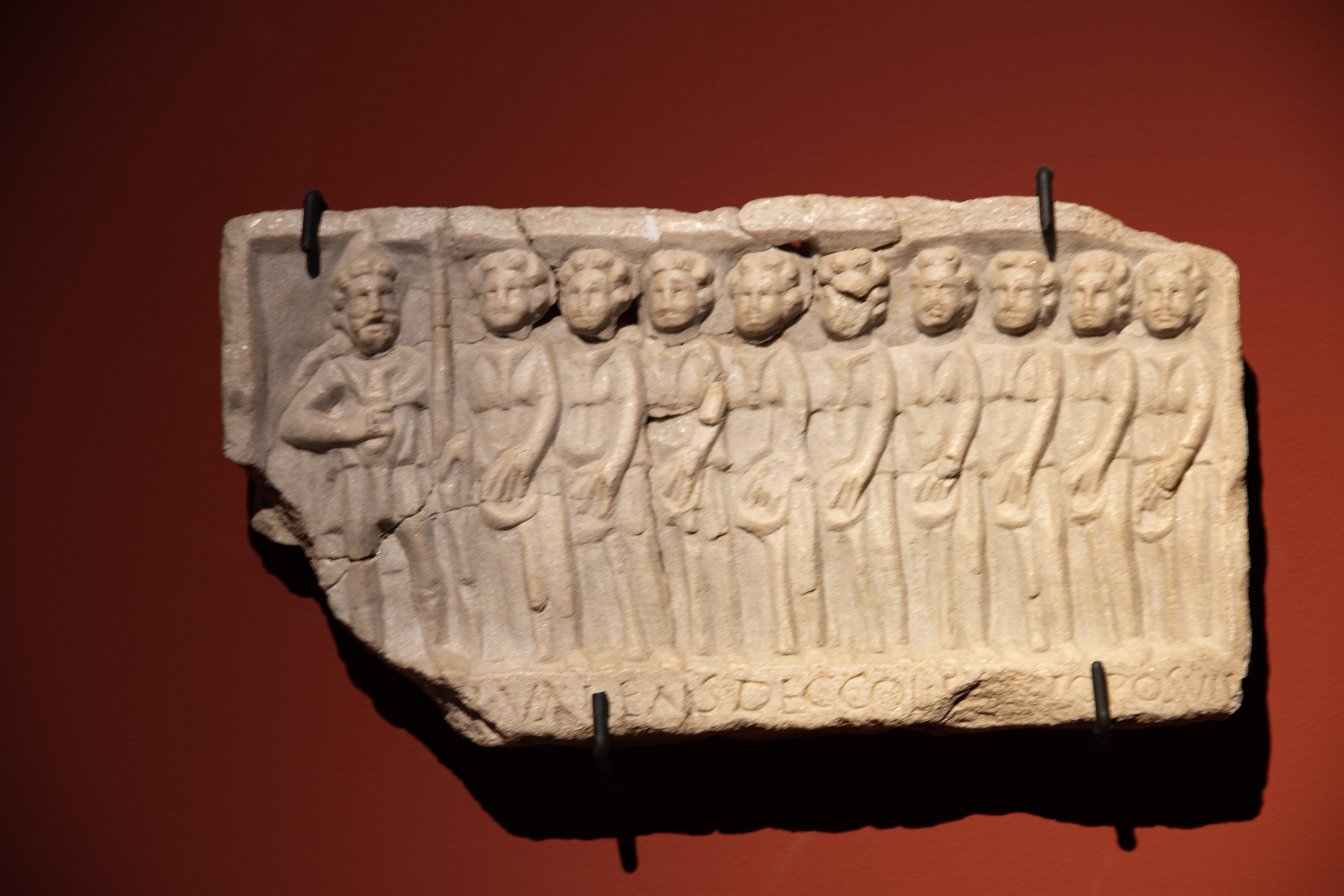
Silvano e as Silvanas em um relevo de Ulpia Traiana Sarmizegetusa, Dácia romana (século III E.C.)

Na religião do Império Romano, as Silvanas (em latim: Silvanae) são ninfas ou deusas associadas ao deus da floresta Silvano. Elas são atestadas por inscrições principalmente na Panônia, com um pouco mais de um terço das evidências espalhadas no resto do Império Romano Ocidental. Em outros lugares, e na literatura latina, Silvano é acompanhado por ninfas. Silvanae pode ser uma preferência regional na nomenclatura, não uma forma de devoção cultual distinta das Ninfas de Silvano. Assim como divindades naturais semelhantes, o próprio Silvano é às vezes concebido como plural (Silvani), e Silvani/Silvanae formam um complemento masculino-feminino característico da concepção romana de divindade.
Uma Silvana é frequentemente retratada segurando um galho de árvore e, embora a evidência seja superficial, elas podem ter sido uma forma de hamadríades, ninfas que habitam árvores. As Silvanae às vezes carregam o epíteto augustae, dado a divindades associadas ao culto imperial, ou silvestres, "floresta". Na Dácia, elas eram chamadas de Campestres, como as "Mães do Campo" homenageadas pelos militares romanos. Às vezes, elas estão na companhia das deusas das encruzilhadas conhecidas como Quadruviae, Triviae ou Biviae (Quatro, Três ou Dois Caminhos), encontradas nas regiões celtas do Império.
A maioria das dedicatórias às Silvanas foram feitas por cidadãos livres e militares, incluindo legionários, um prefeito militar de patente equestre, e um decurião. Cerca de um quarto das dedicatórias foram feitas por mulheres.
Silvanas, geralmente três em número, são retratadas frontalmente em uma fileira com suas mãos ou braços entrelaçados. Elas também podem aparecer sozinhas, ou em um grupo de até nove figuras. Quando Silvanus aparece com elas, ele fica à esquerda ou à direita sem interromper seu agrupamento. As Silvanas carregam galhos de árvores, vasos de flores, conchas, ou grinaldas. Com uma exceção, na qual aparecem nuas da cintura para cima, as Silvanas estão vestidas.
Devido à sua concentração nas províncias do Danúbio, as Silvanas são às vezes consideradas formas imperiais das Matres ou Matronae celtas, deusas "mães" que frequentemente aparecem como uma tríade vestida carregando flores ou outros símbolos vegetativos. A identificação é particularmente sugerida por uma inscrição de Lugduno que nomeia Matres Pannoniorum. M.L. West pensou que elas eram mais provavelmente ninfas ilírias do que itálicas. As três Silvanas podem refletir uma compreensão da natureza tripartite de Silvano, conforme descrita nos Gromatici Veteres e por Santo Agostinho.